# Jiří Čemus
Jiří Čemus (* 8. listopadu 1923 Plzeň – 6. května 2012) byl český elektrotechnik. V letech 1949 až 1954 působil v plzeňské Škodovce a mezi lety 1955 až 1985 byl zaměstnán v Ústavu pro elektrotechniku Československé akademie věd v Praze. Ve svém profesním životě se věnoval teorii elektrických strojů, aplikaci analogových i hybridních počítačů a též speciálním měřicím přístrojům.
Mimo svou vědeckou činnost působil v letech 1962/1963 jako profesor elektrotechniky na Universitě v Bagdádu.

## Dílo
Čemus je spoluautorem těchto publikací:
- Stabilita přechodných jevů v nelineárních systémech se zvláštním zřetelem na elektromechanické pochody v synchronních strojích (1955)
- Obecné řešení dynamiky synchronních motorů (1984)